# 토머스 하우스
토머스 하우스(영어: Thomas Howes, 1986년 7월 16일 ~ )는 잉글랜드의 배우이다.